# Perspectiva atmosférica

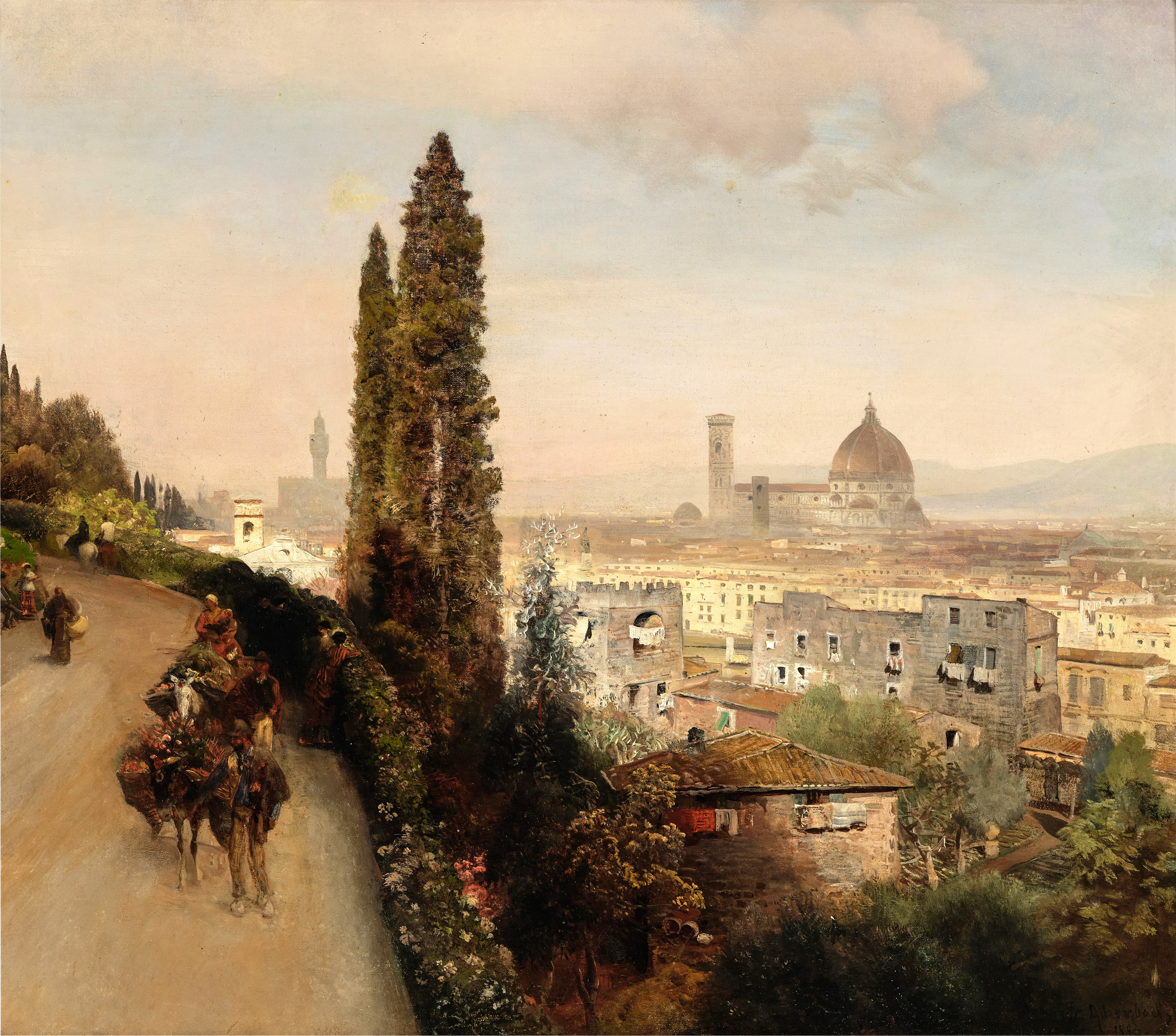
Pintura de Oswald Achenbach com a técnica da perspectiva atmosférica.

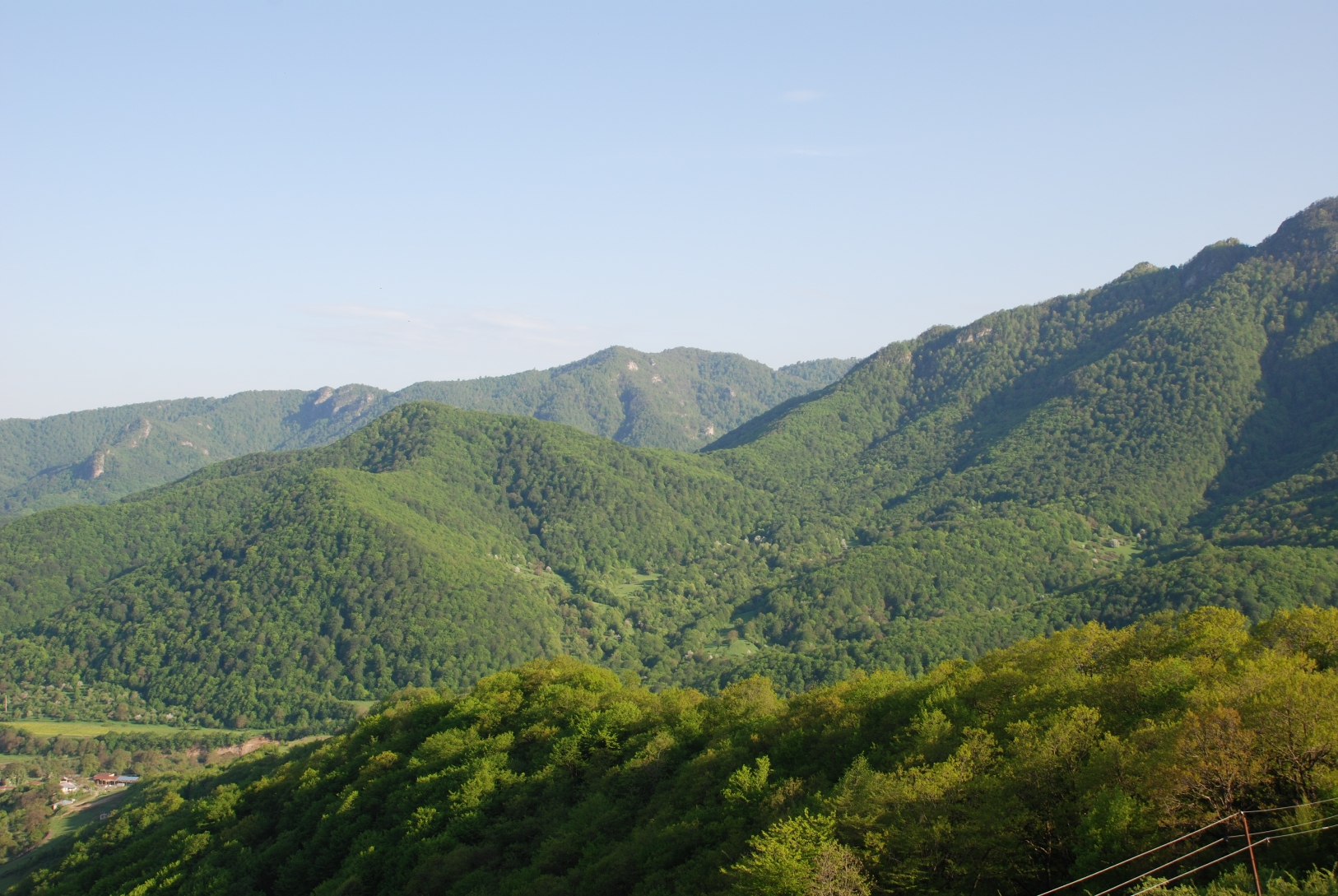
Fotografia com o efeito visual da perspectiva atmosférica.

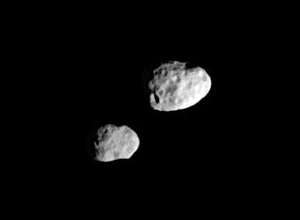
As luas, Epimetheus (à esquerda) e Janus, parecem perto uma da outra por causa do escorço; na realidade, Janus está aproximadamente 40.000 km distante de Epimetheus. No Espaço sideral as tonalidades e as cores não são filtradas pela atmosfera.

A perspectiva atmosférica é um método de obtenção da profundidade, nas artes visuais, que se baseia na alteração das tonalidades por influência do ar. A luz refletida dos objetos têm que viajar pelo espaço, o que faz com que suas relações tonais se tornem mais claras, "frias" e pouco saturadas, pela ação da atmosfera.
Os pintores impressionistas a usaram frequentemente para aumentar a ideia de profundidade, embora esta técnica fosse conhecida há muito tempo. Uma paisagem de Sung, pintor chinês, e os fundos dos retratos florentinos, são provas da utilização desse princípio.
A técnica também é chamada de perspectiva aérea ou perspectiva tonal.
No espaço sideral não existe este método de identificação de profundidade.